# Trận Vlaardingen
Trận Vlaardingen là trận chiến diễn ra vào ngày 29 tháng 7 năm 1018 giữa quân đội Đế quốc La Mã thần thánh và Tây Frisia (sau này là Bá quốc Holland). Do tranh chấp về quyền lợi kinh tế và chính trị, hoàng đế Heinrich II chỉ huy một đạo quân đến Tây Frisia nhằm đàn áp cuộc nổi dậy của Bá tước Dirk III. Kết quả, quân đội đế chế La Mã thần thánh đã bị đánh bại một cách nhanh chóng và phải rút về nước.